# Битка на Свилеуви
Битка на Свилеуви била је битка из Првог српског устанка у којој су се сукобиле војска Јакова Ненадовића и војска Али бега Видајића. Битка се завршила победом српских устаника.

## Битка
Јаков и Матија Ненадовић почели су 1804. да окупљају војску у Бранковини. Сазнавши да су се Срби побунили и да хоће да ударе на Шабац, чувени шабачки кабадахија Мус ага Фочић у помоћ зове зворничког Али бега Видајића, који преко Јадра креће за Шабац са неколико стотина босанских Турака и Турака из околине Шапца. Јаков је у Свилеуви начинио мали шанац са прошћем попут обора. Међутим при доласку Турака, Срби напусте шанац који су правили, а Турци уђу у њега. Срби их потом опколе. Потом су Турци почели да се довикују са Србима, питајући их зашто су љути. Неко од Срба је довикнуо да Турци из Босне могу да иду, а да оставе шабачке Турке да се они са њима објасне. Босанци тада реше да оду, сматрајући да они не треба да гину за шабачке Турке. Међутим како су Турци из Босне кренули, Турци из Шапца се поплаше, па крену за њима. У том моменту Срби отворе ватру на Турке. У борбама је погинуо и Сеидин баша, чувени јунак из Босне.

## Занимљивости
Битка у Свилеуви је прва битка у устанку у којој су Срби почели са употребном шанчева. Битка је екранизована у серији Вук Караџић.